# Petrorossia lucidipennis
Petrorossia lucidipennis är en tvåvingeart som beskrevs av Zaitzev 1966. Petrorossia lucidipennis ingår i släktet Petrorossia och familjen svävflugor. Inga underarter finns listade i Catalogue of Life.